# Lutrofora

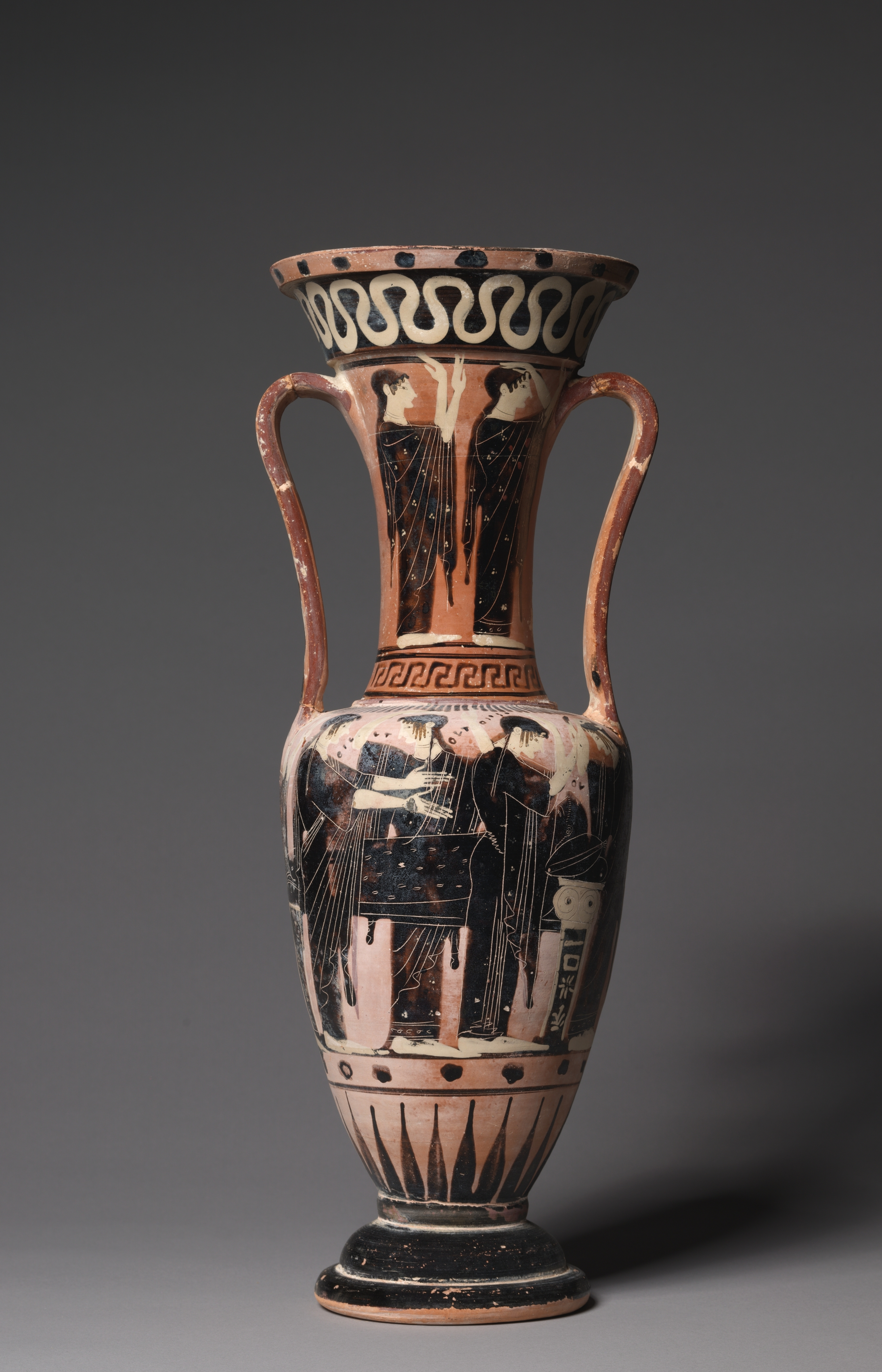
Czarnofigurowa lutrofora z końca VI wieku p.n.e. ze scenami żałobnymi (kon. VI w. p.n.e., Cleveland Museum of Art)

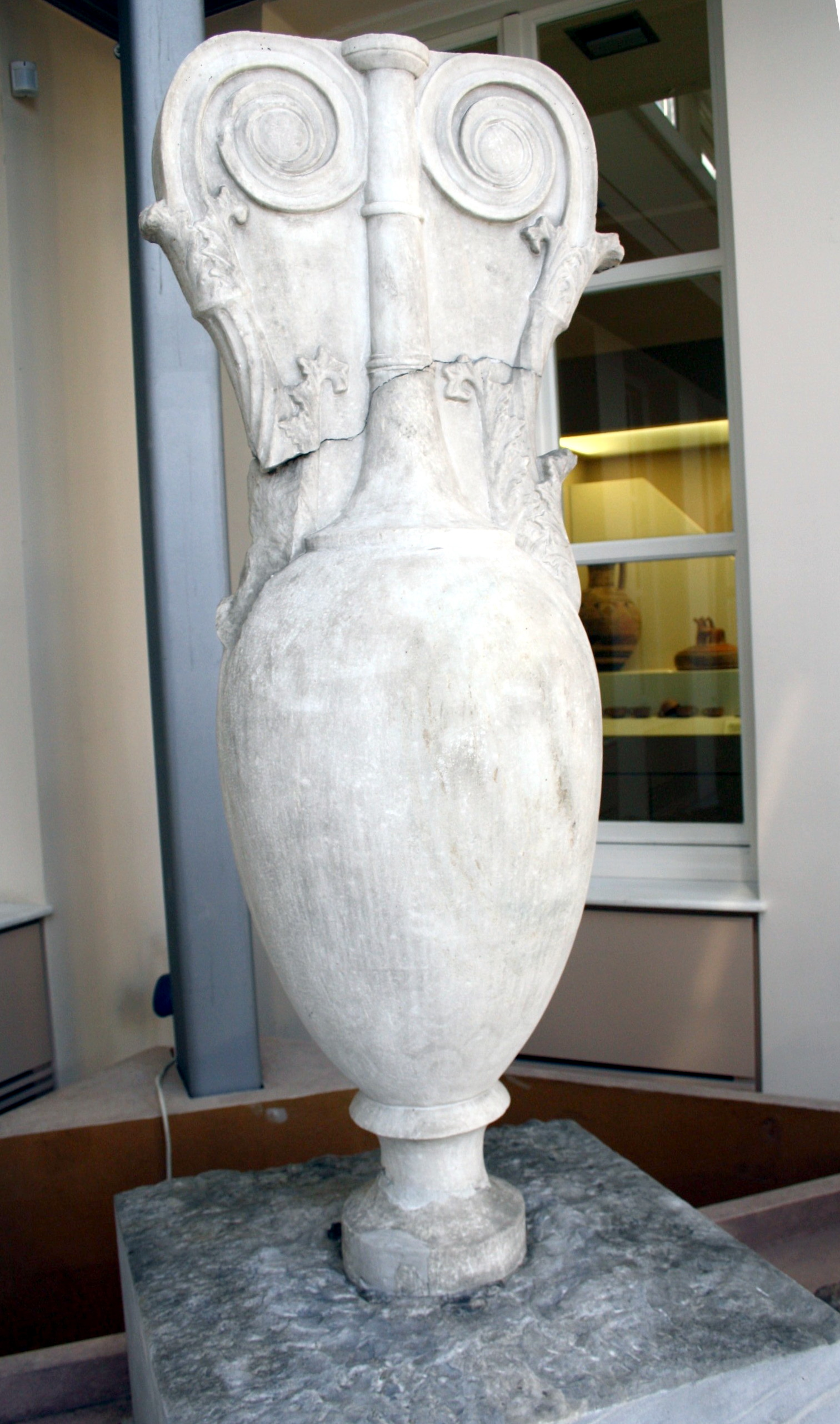
Lutrofora jako dedykowana marmurowa stela nagrobna (pocz. IV w. p.n.e., Muzeum Keramejkosu w Atenach)

Lutrofora, lutroforos, amfora lutrofora (stgr. λουτροφόρος loutrophóros) – w ceramice starogreckiej wysokie i smukłe, długoszyjne, amforowate naczynie, zasadniczo wykorzystywane kultowo.
Dziś zazwyczaj uznawana za odmianę amfory, choć przez Greków uważana za odmianę hydrii, skąd też nazwa będąca skróceniem od ύδρία λουτροφόρος. Oryginalnie powstała ona od słownej zbitki λοῦτρον (woda do ablucji) i φέρειν (przynosić); (pojęcie loutra odnoszono do zbiornika, basenu kąpielowego).  
Należała do stosunkowo wysokich (40–60 cm) wyrobów greckiej ceramiki, jej cechą charakterystyczną była dość wąska i mocno wydłużona szyja, stanowiąca około połowy wysokości naczynia. Połączone z nią były obustronne, wysokie, cienkie, pałąkowate imadła, osadzone pomiędzy ramionami owoidalnego brzuśca a rozszerzonym, masywnym wylewem. Podstawę stanowiła równie masywna, rozszerzona stopka. 

## Funkcja obrzędowa
Naczynie odgrywało przede wszystkim istotną rolę w ceremonii zaślubin: czerpano i przynoszono w nim wodę ze źródła Kallirhoe-Enneakrunos przeznaczoną dla obrzędowej kąpieli panny młodej. Dlatego zwyczajowo dekorowano je scenami weselnymi. Dodatkowo w kulcie zmarłych spełniało istotną rolę w ablucyjnym obmywaniu ciała, na co wyraźnie wskazują często umieszczane sceny opłakiwania zmarłego (prothesis). Późny czarnofigurowy artysta ateński, znany jako Malarz Safony, wyróżnił się (ok. 450 p.n.e.) jako dekorator lutrofory z jedynym znanym przedstawieniem pochówku (złożenia do grobu).  
O konkretnym przeznaczeniu tego naczynia świadczy m.in. scena malarstwa wazowego przedstawiająca orszak złożony z flecisty poprzedzającego kobiety niosące pochodnie i podążającą za nimi kobietę z lutroforą. Zarówno panna młoda (nymfe) jak i jej oblubieniec odbywali rytualne kąpiele oczyszczające – początkowo w naturalnym źródle wody (strumieniu), potem we własnych domostwach, dokąd wodę przynosiły dzieci (tzw. loutroforoi) w specjalnych dzbanach (lutroforach), bądź też dziewczęta, obmywające i namaszczające oblubienicę. Wodę do obrzędowej lustracji dostarczano zwyczajowo w wieczór przedweselny.
Od schyłku V stulecia p.n.e. okazałe lutrofory kamienne (często marmurowe) wystawiano na grobach bezżennych mężczyzn i niezaślubionych kobiet. Niektóre z naczyń, dekorowane scenami walk, poświęcano najwidoczniej padłym w boju wojownikom. Jako pomniki z kamienia miały one (podobnie jak lekyty) charakter steli nagrobnej zaznaczającej miejsce pochówku (np. na ateńskiej nekropolii Keramejkos).  